# Skarlatos Soutzos
Skarlatos Soutzos, (in greco: Σκαρλάτος Σούτσος), nato Skarlatu Suțu (Bucarest, 1806 – Atene, 1887), è stato un generale, politico e nobile greco.

## Biografia
Figlio di una nobile famiglia fanariota, Skarlatos nacque a Bucarest, nell'attuale Romania, figlio del principe Alexandru Suțu, ultimo principe sovrano di Valacchia e Moldavia.
Rifugiatosi in Grecia dopo l'assassinio del padre, ottenne di poter studiare all'accademia militare di Monaco di Baviera grazie ad una borsa di studio indetta da re Ludovico I di Baviera, padre di Ottone I di Grecia. Nel 1828 si arruolò nell'artiglieria bavarese nella quale raggiunse il grado di tenente generale. Durante il regno di Ioannis Kapodistrias, divenne insegnante presso l'allora Scuola di Evelpidon, da poco istituita, divenendo il primo insegnante di artiglieria per il neonato esercito greco, rimanendo pure fortemente legato alla figura di re Ottone.
Nel periodo 1853 - 1854 fu ministro della guerra, occupandosi di organizzare i vari corpi d'armata inviati a combattere in Epiro ed in Tessaglia contro i turchi durante la Guerra di Crimea; venne ad ogni modo costretto a dimettersi dal suo ruolo politico poco dopo.
Nel 1864 il nuovo sovrano greco, Giorgio I, lo richiamò a palazzo come capo di stato maggiore e nel 1869 divenne nuovamente ministro della guerra. Nel 1866 era sul punto di prendere parte alla Rivolta cretese e venne inviato nella parte meridionale della Grecia in attesa di ottenere dal comando centrale l'ordine di attaccare i turchi al fianco del generale Spyridon Milios. Venne quindi nominato comandante dell'esercito della Grecia orientale. Durante l'avanzata dell'esercito greco in Tessaglia nel 1878, fu comandante dell'operazione col grado di tenente generale. Venne successivamente promosso al grado di generale e di ispettore generale dell'esercito.
Morì ad Atene nel 1887. Era sposato con Elpida Cantacuzino, figlia di Alexandros Cantacuzino. Suo figlio, Dimitrios fu in seguito sindaco di Atene, mentre sua figlia Eliza fu una nota scrittrice e traduttrice della sua epoca in Grecia.

## Coinvolgimento nella strage di Dilesi

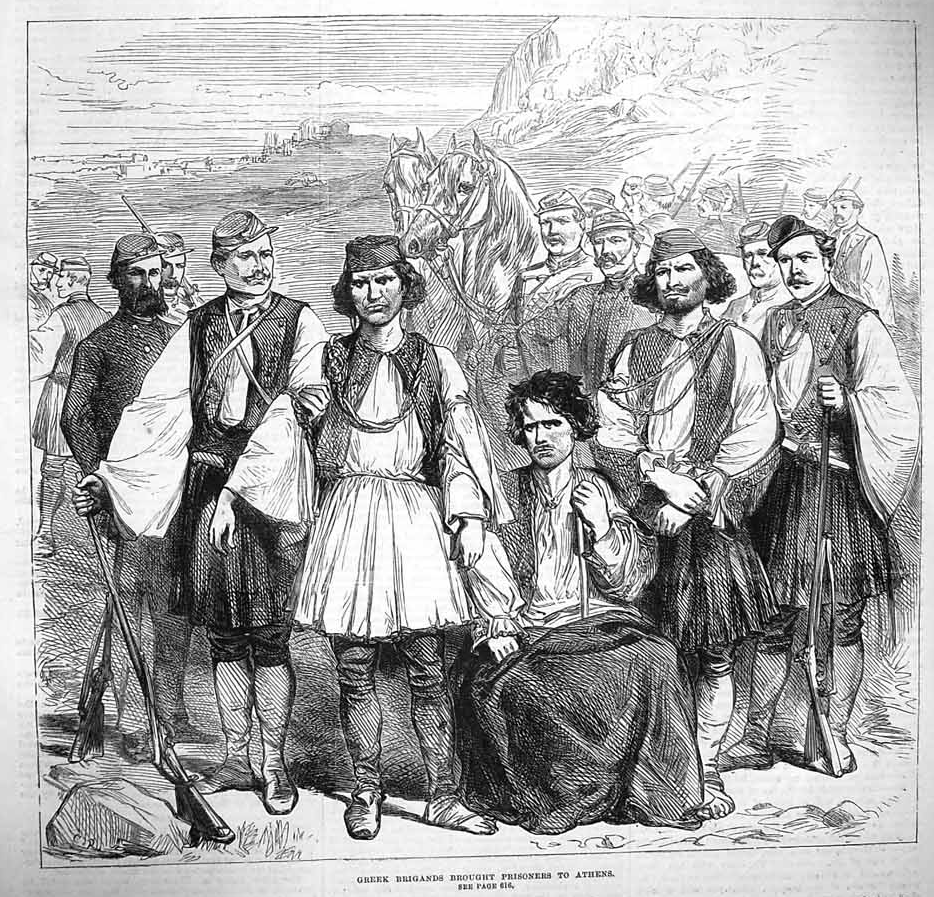
I briganti di Dilesi portati in catene ad Atene

All'epoca della strage di Dilesi (1870) Skarlatos Soutzos era ministro della difesa e venne ritenuto dall'opposizione governativa tra i responsabili dell'accaduto. Quando si venne a sapere che le bande di ladri che operavano in Grecia avevano avuto l'ordine di risparmiare le grandi proprietà come quelle che possedevano i Soutzos nella regione dell'Attica (ad esempio la tenuta di Tatoi), dietro pagamento di una tangente, venne costretto a dimettersi assieme all'intero governo di Thrasyvoulos Zaimīs, dopo il quale subentrò alla carica di primo ministro Epameinondas Deligiorgis che era stato tra i principali accusatori di Soutzos.
In precedenza l'ambasciata britannica aveva chiesto a Soutzos di cedere alle condizioni dei rapinatori (che chiedevano l'amnistia e la cessazione di ogni ulteriore persecuzione da parte dello stato greco), ma il ministro aveva desistito ritenendo che l'amnistia fosse un'umiliazione inaccettabile per lo stato. Se Soutzos trattò privatamente coi criminali, a livello formale inviò un distaccamento militare per inseguirli sin nelle regioni settentrionali per poi cedere di fronte alla minaccia dei banditi di uccidere i prigionieri che avevano fatto sino a quel momento.